# イオン栗原志波姫ショッピングセンター
イオン栗原志波姫ショッピングセンター（イオンくりはらしわひめショッピングセンター）は、宮城県栗原市志波姫にある、イオン東北株式会社が運営管理するショッピングセンター。

## 概要
ジャスコ株式会社（現：イオン株式会社）によって1988年11月に、当店から約7キロ北東の栗原郡若柳町にジャスコ若柳店が出店したが、当店が開業する2年前の2005年8月に閉店している。跡地はパチンコ大将軍 若柳店となっている。
同市内にはイオン系列の店舗のイオンタウン金成が所在する。
くりこま高原駅の西口駅前に立地し、核店舗の「イオンスーパーセンター栗原志波姫店」と専門店で構成される。

## 沿革
- 2007年（平成19年）9月15日 - イオンスーパーセンター運営の「イオンスーパーセンター栗原志波姫店」として開店[4]。
- 2017年（平成29年）9月15日 - 開店10周年を迎える。
- 2019年（令和元年）9月5日 - ラグビーワールドカップ、2020東京オリンピック・パラリンピックの開催に備え、無差別テロ対処訓練を実施[5]。
- 時期不明 - 開店時間が午前9時から午前8時に拡大。
- 2020年（令和2年）
  - 3月1日 - イオン東北株式会社発足に伴い、「イオンスーパーセンター栗原志波姫店」リカー売場をイオンリテールからイオン東北に移管。
  - 4月1日 - 本店を含む全国のイオン直営売場での無料レジ袋配布終了[6]。
- 2025年（令和7年）3月1日 - イオン東北株式会社によるイオンスーパーセンター株式会社の吸収合併に伴い、運営がイオン東北株式会社に移管。

## フロアとテナント

### フロア概要
核店舗のイオンスーパーセンター栗原志波姫店と30の専門店で構成される。

### 主なテナント
フード
- めん六や（うどん）
- 不二家（洋菓子）
- パン工場（ベーカリー）
- 米金工房（うどん・和菓子）

ファッション・グッズ
- ハニ－ズ（レディス）
- タツミヤ（レディス）
- ダイソー（100円ショップ）

サービス・エンターテイメント
- 明光義塾（学習塾）
- チャンスセンター（宝くじ）
- モーリーファンタジー（ゲームセンター）
- イオン卓球場（卓球場）

※テナントは2024年6月時点
出店テナント全店の一覧・詳細情報や、営業時間およびATMを設置している金融機関の詳細は公式サイトを参照。

## アクセス
くりこま高原駅そば、宮城県道250号沿いに位置している。

### 鉄道
- 東日本旅客鉄道（JR東日本）
  - 東北新幹線 - くりこま高原駅から徒歩約6分。
  - 東北本線 - 新田駅から徒歩約110分。

### 自動車
- みやぎ県北高速幹線道路 - 築館東ICより約5分。
- 東北自動車道 - 若柳金成ICより約12分。

## 近隣施設
- くりこま高原駅（JR東日本・東北新幹線）
- 栗原市立志波姫中学校
- 栗原市役所 志波姫総合支所志波姫教育センター